# Tetris 99
Tetris 99 est une version multijoueur en ligne gratuite du jeu de puzzle Tetris, édité par Nintendo et développé par Arika sur Nintendo Switch le 13 février 2019. Intégrant des éléments du genre bataille royale, Tetris 99 permet jusqu'à 99 joueurs de s'affronter simultanément selon les règles originales de Tetris, chaque ligne complétée par le joueur lui permettant d'envoyer des tétrominos aux autres joueurs afin d'obstruer leurs tableaux, et donc de les faire perdre.

## Système de jeu
Tetris 99 est un jeu vidéo de réflexion de type battle royale. Jouable en ligne, jusqu'à 99 joueurs peuvent s'affronter simultanément, avec comme objectif d'être le dernier joueur restant. Tetris 99 reprend les règles originales du jeu vidéo Tetris. Ainsi, le joueur fait tomber des briques de formes diverses qu'il peut retourner, appelées tétrominos, le long d'un tableau de jeu. Le joueur doit aligner les briques afin de faire disparaître la ligne ainsi formée. Lorsque les tétrominos sont trop nombreux et dépassent la limite supérieure du tableau, le joueur perd et est éliminé. Si le joueur parvient à éliminer plusieurs lignes d'un coup, il envoie à ses adversaires des lignes de pénalité qui vont les gêner dans leur progression en bloquant leur tableau de jeu.
Depuis sa sortie, trois mois plus tard, le jeu Tetris 99 sur Nintendo Switch nécessitait une connexion Internet et un abonnement Nintendo Switch Online pour faire des parties. Ce qui n'est plus le cas depuis un nouveau DLC proposé par Nintendo permettant le mode Solo.
Le DLC ajoute deux modes hors-ligne : Marathon et Contre la console (un combat de l’homme contre la machine). Le DLC propose également un mode multijoueur hors-ligne additionnel. Nintendo affirme une troisième mise à jour permettant le déblocage de celui-ci.
À noter que les dernières éditions physiques intègrent le mode Solo dans la cartouche de jeu à débloquer par le joueur. Malgré cet ajout physique, la jaquette originale intégrant la nécessité d'un abonnement et/ou d'une connexion requise n'a pas été modifiée en Europe.

## Développement
Tetris 99 a été annoncé lors d'une présentation Nintendo Direct le 13 février 2019 et rendu disponible au téléchargement plus tard dans la journée. Il est disponible gratuitement et exclusivement pour les joueurs abonnés au service Nintendo Switch Online. 

## Accueil
Lors de sa sortie, Tetris 99 reçoit des critiques généralement favorables, selon le site internet Metacritic. Selon IGN, Tetris 99 est un « pandémonium merveilleux dans une bouteille de bataille royale » et selon lequel « le nombre impressionnant de joueurs augmente vraiment l'intensité ».  Le Telegraph a déclaré que le jeu était « plus féroce que Fortnite » et « aussi excitant et impitoyable que tout match à mort de jeu vidéo ».